# Linden (Hesse)
Pour les articles homonymes, voir Linden.
Linden est une municipalité allemande située dans le land de la Hesse et dans l'arrondissement de Giessen.